# Highland Haven
Highland Haven – miasto w Stanach Zjednoczonych, w stanie Teksas, w hrabstwie Burnet.